# Всеобщие выборы в Коста-Рике (1970)
Всеобщие выборы в Коста-Рике проходили 1 февраля 1970 года для избрания президента Коста-Рики и 57 депутатов Законодательного собрания. В результате бывший президент и лидер Партии национального освобождения Хосе Фигерес Феррер победил на президентских выборах, а его партия выиграла парламентские выборы. Явка избирателей составила 83,3%.

## Избирательная кампания
25 июня 1969 года Законодательное собрание внесло изменения в Конституцию, запретив переизбрание президента, но, поскольку как и любая правовая реформа изменение было ретроактивна, все предыдущие президенты могли быть кандидатами ещё раз. Два бывших президента Хосе Фигерес Феррер и Марио Эчанди Хименес были двумя основными кандидатами на выборах.
Эчанди был выдвинут тогдашней правящей Партией национальной унификации, правой консервативной партией, образовавшейся в результате слияния республиканцев (кальдеронистов) и Национального союза (улатистов). Однако союз начал распадаться, и Улате безуспешно представил Конгрессу отдельный список кандидатов от Национального союза. В основной оппозиционной и к тому времени доминирующей партии Партии национального освобождения кандидатом был лидером и дважды президент Хосе Фигерес Феррер, победивший на праймериз тогдашнего конгрессмена и бывшего генерального секретаря партии Родриго Карасо. Съезд партии был жёстким и после побсды на национальных выборах Фигерес не включил ни одного сторонника Карасо на руководящие должности, что было традиционной вежливостью. Это возмутило Карасо и заставило его в конечном итоге покинуть партию.
Однако силы Национальной унификации были не в лучшем положении. Улате не поддержал Эчанди и вышел из коалиции. Другими покинувшими объединение были Вирхилио Кальво и Мариано Суньига из фракции кальдеронистов, которые создала свою собственную новую партию, Национальный фронт (известный также как «Третий фронт»). Улате пообещал им поддержку своей партии, но Генеральная ассамблея Национального союза не последовала его примеру и поддержала кандидатуру Эчанди. В результате группа оказала минимальное влияние на выборы.
Другими второстепенными партиями были Христианско-демократическая партия во главе с врачом Хорхе Артуро Монхе Замора и Партия социалистического действия во главе с бывшим членом Партии национального освобождения Марсиалом Агилусом Орельяной и историческим лидером коммунистов Мануэлем Мора. В то время коммунизм всё ещё был вне закона, но запрет был мягким для неявно марксистских партий, и несколько лидеров уже ставили закон под сомнение как антидемократический и призывали к его отмене, включая самого Фигереса.
Фигерес победил Эчанди с очень большим отрывом, 54% против 41%, а его Партия национального освобождения получила большинство в парламенте. Социалисты и христианские демократы также добились представительства.

## Результаты

### Президентские выборы
| Кандидат                             | Кандидат                             | Партия                               | Голосов | %    |
| ------------------------------------ | ------------------------------------ | ------------------------------------ | ------- | ---- |
|                                      | Хосе Фигерес Феррер                  | Партия национального освобождения    | 295 883 | 54,8 |
|                                      | Марио Эчанди Хименес                 | Партия национальной унификации       | 222 372 | 41,2 |
|                                      | Виргильо Кальво Санчес               | Партия национального фронта          | 9 554   | 1,8  |
|                                      | Лисимако Леива Кубильо               | Партия социалистического действия    | 7 221   | 1,3  |
|                                      | Хорхе Артуро Монхе Замора            | Христианско-демократическая партия   | 5 015   | 0,9  |
| Недействительных/пустых бюллетеней   | Недействительных/пустых бюллетеней   | Недействительных/пустых бюллетеней   | 22 721  | -    |
| Всего                                | Всего                                | Всего                                | 562 766 | 100  |
| Зарегистрированных избирателей/ Явка | Зарегистрированных избирателей/ Явка | Зарегистрированных избирателей/ Явка | 675 285 | 83,3 |
| Источник: Nohlen; Election Resources |                                      |                                      |         |      |

### Парламентские выборы
|                                       |                                       |         |      |       |       |
| Партия                                | Партия                                | Голоса  | %    | Места | +/-   |
|                                       | Партия национального освобождения     | 269 038 | 50,7 | 32    | +3    |
|                                       | Партия национальной унификации        | 190 387 | 35,9 | 22    | -4    |
|                                       | Партия социалистического действия     | 29 133  | 5,5  | 2     | новая |
|                                       | Партия национального фронта           | 16 392  | 3,1  | 0     | новая |
|                                       | Христианско-демократическая партия    | 13 489  | 2,5  | 1     | новая |
|                                       | Партия национального союза            | 6 105   | 1,2  | 0     | новая |
|                                       | Коста-Риканское движение обновления   | 3 279   | 0,6  | 0     | новая |
|                                       | Партия аграрного союза Картаго        | 2 394   | 0,5  | 0     | новая |
|                                       | Партия обновления Пунтаренаса         | 208     | 0,1  | 0     | новая |
| Недействительных/пустых бюллетеней    | Недействительных/пустых бюллетеней    | 32 253  | -    | -     | -     |
| Всего                                 | Всего                                 | 562 678 | 100  | 57    | 0     |
| Зарегистрированных избирателей / Явка | Зарегистрированных избирателей / Явка | 675 285 | 83,3 | -     | -     |
| Источники: TSE; Election Resources    |                                       |         |      |       |       |